# Galántai György
Galántai György (Bikács, 1941. június 17. –) magyar képzőművész, érdemes művész (2007). A Balatonboglári Kápolnaműterem eseményeinek szervezője, az Artpool Művészetkutató Központ alapítója.

## Munkássága
Festészeti tanulmányai befejeztével grafikával kezdett foglalkozni, de hamar más kifejezési módok felé fordult, vasszobrokat, performanszokat hozott létre, kiadványokat szerkesztett. A magyar neoavantgárd egyik meghatározó személyiségeként és szervezőjeként ismert leginkább. Jelentős a hálózati művészet (mail art, művészbélyegek, pecsét, képeslap, művészkönyvek) irányzathoz köthető munkássága is. Szervezői tevékenységének egyik legfontosabb állomása a Balatonboglári Kápolnaműterem (1970–1973), amely egy illegális kiállítássorozat volt, és melyet a Kádár-rendszer hevesen támadott, majd erővel számoltatott fel. Nevéhez köthető az AL (Aktuális Levél) című szamizdat kiadvány-sorozat (1983–1985) és az az Artpool Művészetkutató Központ és Archívum alapítása és működtetése (1979 óta). Az 1990-es évektől weboldalakat szerkeszt és kiállításokat szervez.

### A Balatonboglári Kápolnatárlat
Galántai 1966 nyarán talált rá a boglári Kápolnadombon található épületre, melyet két évvel később, 1968-ban tizenöt évre bérbe vett tulajdonosától, a katolikus egyháztól. 1970 és 1973 között nyaranta számos alkalommal rendezett kiállításokat az épületben, amely a kortárs, neoavantgárd művészet egyik legjelentősebb magyarországi bemutatóhelyévé vált. A politikai, társadalmi kérdésekkel is nyíltan foglalkozó kiállítások hamar szemet szúrtak a hatóságokat irányítóknak, akik minden lehetséges eszközzel próbálták akadályozni őket.
1973 augusztusában a megyei pártvezetés, felülről érkező utasításra, mondvacsinált okokra hivatkozva felbontatta a bérleti szerződést, majd erőszakkal kilakoltatta a művészt.

### Az Artpool megalapítása
A kilakoltatás után Galántai évekre kiszorult a hivatalos képzőművészeti életből, ezért underground galériákban és kiállítási helyszíneken állított ki és aktív levelezésbe kezdett számos nemzetközi mail art művésszel. 1979-ben, feleségével, Klaniczay Júliával, létrehozott egy archívumot, amelyben a balatonboglári események óta felhalmozódott dokumentumok és mail art munkák kapnak helyett – az Artpoolt. Ugyanebben az évben a titkosszolgálat III/III-as osztálya dossziét nyitott tevékenységéről „Festő” fedőnévvel.
Szamizdat kiadványokat jelentetett meg, köztük az Artpool Levél (AL) 11 számát 1982-1985 között.
1984-ben rendezte meg a „Magyarország a tiéd lehet” című kiállítást a Fiatal Művészek Klubjában, melyen megjelent az akkori politikai ellenzék számos képviselője. Ez az utolsó képzőművészeti kiállítás, amelyet – politikai tartalma miatt – a rendszerváltozás előtt betiltottak.

### A rendszerváltás után
Az 1990-es évek elejétől Galántai elsősorban az Artpool tevékenységének keretében szervez fesztiválokat, eseményeket. Folytatja mail art és hálózatművészeti tevékenységét, majd 1995-ben létrehozta és azóta is fejleszti az Artpool weboldalát, amely a nemzetközi és hazai kutatók számára a korszak egyik legfontosabb művészettörténeti forrásává válik.

## Művei közgyűjteményekben
- Magyar Nemzeti Galéria
- Ludwig Múzeum, Budapest

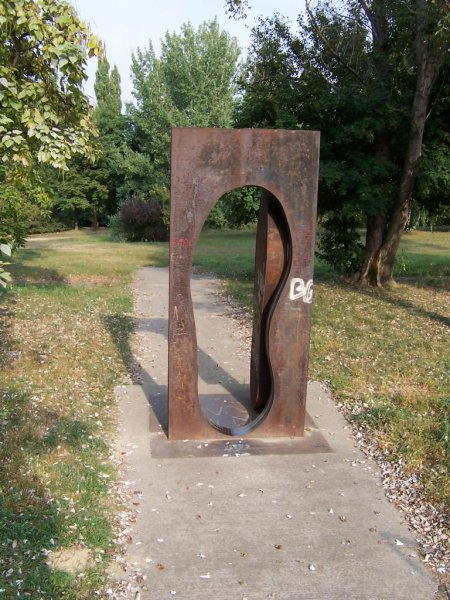
Jövő-bejárat szobor
Dunaújváros (1989)

- A Budapesti Történeti Múzeum Kiscelli Múzeuma
- Modern Magyar Képtár, Pécs
- Savaria Múzeum, Szombathely
- Kortárs Művészeti Intézet, (Dunaújvárosi Modern Gyűjtemény)
- Jean Brown's Coll. at the Getty M., California
- Kupferstichkabinett, Dahlem M., Berlin
- Sárospataki Képtár
- Szent István Király Múzeum, Székesfehérvár
- Paksi Képtár
- Franklin Furnace Archives, New York
- Gilbert and Lila Silverman Coll., USA
- Ed and Nancy Kienholz Coll., USA
- Ruth and Marvin Sackner Archives of Visual Poetry, USA

## Köztéri munkái
- Tárgyiasított életterv (vaslemez, 1975, Dunaújvárosi Szoborpark)
- 1/2 X=V (Félix=Viktória) (vaslemez, 1979–82, Dunaújvárosi Szoborpark)
- Jövő-bejárat (acél buga, 1987–89, Dunaújvárosi Szoborpark)

## Válogatott kiállítások
- 1969: Pszicho-szimbolikus festmények és más kísérletek, Fiatal Művészek Klubja
- 1989: Galántai György. Daadgalerie, Nyugat-Berlin; Galántai György kilenc szobra (1975–85), Országos Műszaki Információs Központ és Könyvtár, Budapest
- 1990: Prix Ars Electronica 90. "Computergrafik" szekcióban, Linz
- 1993: Galántai György: Életmunkák, Ernst Múzeum, Budapest
- 1995: ”Mani e piedi”, Magyar Akadémia, Róma
- 1996: Mail Art, Eastern Europe in International Network, Staatliches Museum, Schwerin
- 1997: Kartográfusok, Kortárs Művészeti Múzeum, Zágráb, Varsó, Ernst Múzeum, Maribor (Szlovénia) Konszonancia (zene és kortárs képzőművészet), Szentendrei Képtár
- 1998: Rózsa presszó, Ernst Múzeum
- 1999: "Kontextus nullpontok – A monokróm és a semmi", Artpool P60, Budapest, Transmit – Fluxus, Mail Art, Net.works, Queens Library Gallery, Jamaica, New York, "Lábbeli dolgok", Artpool P60
- 2004: "Szamizdat. Alternatív kultúrák Kelet- és Közép-Európában", Millenáris Park, Budapest
- 2006: "AZ ÚT 1956–2006", Műcsarnok
- 2006: "Mozart, Bartók és a harmadik szektor" – akusztikus térinstalláció, Artpool P60, Budapest
- 2007: Fluxus East. Fluxus Networks in Central Eastern Europe, Künstlerhaus Bethanien, Berlin; Contemporary Art Centre, Vilnius
- 2008: Fluxus East. Fluxus Networks in Central Eastern Europe, Bunkier Sztuki, Krakkó; Fluxus East. Fluxus hálózatok Közép-Kelet-Európában, Ludwig Múzeum – Kortárs Művészeti Múzeum, Budapest

## Díjak, elismerések (válogatás)
- Kassák Lajos-díj (1983)
- Munkácsy Mihály-díj (1989)
- Érdemes művész (2007)

## További irodalom
- Galántai György kiállítása a Váci Görög templomban (kat.); bev. Esterházy Péter; Artpool, Bp., 1988
- Egy betiltott kiállítás rekonstrukciója. Fiatal Művészek Klubja, 1989. december 9-21.; s.n., s.l., 1989
- Szellőző művek; szöveg Szkárosi Endre, grafika Galántai György; Magvető, Bp., 1990 (JAK füzetek)
- Galántai lifeworks / Életmunkák. 1968–1993; Artpool–Enciklopédia, Bp., 1996
- Kortárs magyar művészeti lexikon I. (A–G). Főszerk. Fitz Péter. Budapest: Enciklopédia. 1999. ISBN 963-8477-44-X Online elérés
- Törvénytelen avantgárd. Galántai György balatonboglári kápolnaműterme 1970–1973; szerk. Klaniczay Júlia, Sasvári Edit; Artpool–Balassi, Bp., 2003
- Artpool. The experimental art archive of East-Central Europe. History of an active archive for producing, networking, curating and researching art since 1970; szerk. Galántai György, Klaniczay Júlia; Artpool, Bp., 2013
- The Mukhina Project. Interpretations of Being in György Galántai's Oeuvre / A Muhina projekt. Létértelmezések Galántai György életművében; szerk. Klaniczay Júlia; Vintage Galéria, Bp., 2018